# Johann II. von Lichtenberg
Johann II. von Lichtenberg (* vor 1295; † 13. Februar 1366), genannt: „Han [n]emann“, war „Chef“ des älteren Familienzweigs der Herren von Lichtenberg.

## Familie
Johann II. war der Sohn von Konrad I. von Lichtenberg (nachgewiesen seit 1269; † 1294) und seiner Ehefrau, Gräfin Agnes von Teck († 1296), einer Tochter des Herzogs Ludwig I. von Teck. Konrad I. verstarb sehr früh, Johann II. war noch minderjährig und Johann I. von Lichtenberg, aus der jüngeren Linie der Familie, agierte als Vormund.
Nach erlangter Volljährigkeit heiratete Johann II. 1318 Gräfin Johanna („Jenata“) von Leiningen. Aus dieser Ehe gingen hervor:
- Heinrich III. von Lichtenberg (nachgewiesen seit 1341; † 1379), verheiratet mit Else von Geroldseck am Wasigen
- Agnes (nachgewiesen: 1329–1359), verheiratet mit Graf Simon von Zweibrücken-Bitsch (1321–1355)

## Politik

### Primus der Gesamtfamilie
Das Haus Lichtenberg war seit dem Ende des 13. Jahrhunderts in zwei Linien gespalten, ohne dass eine Realteilung der Herrschaft erfolgte. Die Familie war zunächst bestrebt, den Besitz beieinander zu halten und einheitlich zu verwalten, was aber nicht ohne Konflikte abging. Oberhaupt der jüngeren Linie war in dieser Zeit Ludwig III. von Lichtenberg (nachgewiesen seit 1318; † 1382). Er war zunächst Domherr am Straßburger Münster gewesen, trat aber nach dem frühen Tod seines Bruders, Johann III. von Lichtenberg, 1324 wieder in den weltlichen Stand und übernahm die Vormundschaft für seine Neffen. Johann II. kam so bei der Vormundschaft nicht zum Zug und eine Realteilung der Herrschaft wurde ab 1330 durch mehrere Verträge zwischen den Familienzweigen vollzogen, in der Praxis aber auch weiter darüber gestritten. Die Einheit des Territoriums war aber nach wie vor ein übergeordnetes Ziel in der gesamten Familie und wenn etwas verpfändet werden musste, so vorzugsweise an ein anderes Familienmitglied.
Mit Pfalzgrafen Rudolf II. war Johann II. 1340 in einen Streit um das Eigentum am Dorf Gottesheim verwickelt, aus dem er aber nichts gewann. 1341 musste er die kurpfälzische Lehenshoheit anerkennen.

### Die Steinbach-Affäre
Dem Konsens zum Erhalt der Herrschaft innerhalb der Familie lief das Familienleben von Johann II. entgegen: Er lebte getrennt von seiner Frau und unterhielt ein außereheliches Verhältnis mit Lise von Steinbach. Aus dieser Verbindung gingen drei Töchter hervor:
- Agnes ⚭ Götz von Grostein,
- Kunigunde und
- Adelheid

Um seine zweite, außereheliche, Frau und seine außerehelichen Töchter auszustatten, überschrieb Johann II. 1345 ihnen seine Güter in Hattmatt sowie Einkünfte in Dettweiler, Melsheim, Uttweiler, Buchsweiler sowie weitere Güter. Diese Vergabe von Familienvermögen in „fremde“ Hände führte zu einem innerfamiliären Aufstand: Sein Sohn, Heinrich III., und sein Schwager, Bruder seiner Frau, Graf Emich von Leiningen, nahmen Lise von Steinbach und ihre drei Töchter gefangen. Die daraus entstehende Fehde zwischen Johann II. und Heinrich III., zwischen Vater und Sohn, konnte zwar 1346 durch Bischof Berthold von Straßburg geschlichtet werden. In der Sache allerdings unterlag Johann II.: Er musste einen Teil seiner Güter Heinrich III. überlassen und durfte keine Güter mehr entfremden. Dies kostete ihn zugleich die Vorrangstellung, die er als „Chef“ der ältesten Linie in der Gesamtfamilie einnahm.
1352 holte Johann II. Lise von Steinbach wieder zu sich auf die Burg Lichtenberg. Die Familie schätzte die Situation als so gefährlich ein, dass Heinrich III., Johann von Lichtenberg, Bischof von Straßburg, und Graf Emich von Leiningen die Burg belagerten, eroberten, Johann II. gefangen setzten und Lise von Steinbach ermordeten, indem sie sie aus einem Fenster der Burg in den Burggraben warfen. Johann II. verlor durch diese Ereignisse stark an politischem Gewicht, auch wenn er im folgenden Jahr wieder aus der Gefangenschaft entlassen wurde. In den Familienvertrag vom 31. Dezember 1353, der den Gesamtbestand der Herrschaft sichern sollte, wurde er eingebunden. Bei der Hochzeit seiner außerehelichen Tochter, Agnes, mit dem Ritter Götz von Grostein überschrieb ihr Johann II. 1354 als Aussteuer die Hälfte von Hattmatt sowie Einkünfte in Melsheim, Wilwisheim, Dettweiler und Menchhofen.

### Das Erbe
1359 kam es zu einer Erbschaftsregelung zwischen Johann II., seinem Sohn, Heinrich III., und der Tochter Johanns II., der verheirateten und mittlerweile verwitweten Agnes von Zweibrücken-Bitsch, der vor allem dazu diente, Agnes und ihre Kinder gegen eine Geldrente von der weiteren Erbschaft auszuschließen. 1362 schlossen dann Johann II. und Heinrich III. mit den beiden jüngeren Linien des Hauses Lichtenberg einen Erbvertrag auf Gegenseitigkeit, womit die Geschlossenheit des Territoriums und sein Verbleib in der Familie gesichert wurde.